# Bulletin of Mathematical Biology
Bulletin of Mathematical Biology is een internationaal, aan collegiale toetsing onderworpen wetenschappelijk tijdschrift op het gebied van de
theoretische biologie.
De naam wordt in literatuurverwijzingen meestal afgekort tot Bull. Math. Biol.
Het wordt uitgegeven door Springer Science+Business Media namens de Society for Mathematical Biology en verschijnt 8 keer per jaar.